# Euaugaptilus bullifer
Euaugaptilus bullifer är en kräftdjursart som först beskrevs av Giesbrecht 1892.  Euaugaptilus bullifer ingår i släktet Euaugaptilus och familjen Augaptilidae. Inga underarter finns listade i Catalogue of Life.